# Grand Prix automobile de Turquie 2021
GP précédent GP suivant
Le Grand Prix automobile de Turquie 2021 (Formula 1 Rolex Turkish Grand Prix 2021), disputé le 10 octobre 2021 sur l'Otodrom Istanbul Park d'Istanbul, est la 1051e épreuve du championnat du monde de Formule 1 courue depuis 1950. Il s'agit de la neuvième édition du Grand Prix de Turquie comptant pour le championnat du monde de Formule 1, et de la seizième manche du championnat 2021.
En 2020, dans le contexte de la pandémie de Covid-19, la Formule 1 revient en Turquie neuf ans après le dernier Grand Prix couru, en 2011, la course se plaçant en fin de saison, en quatorzième manche. Le 15 novembre 2020,  Lewis Hamilton y remporte sa dixième victoire de la saison et son septième titre de champion du monde. En 2021, le Grand Prix de Turquie, qui n'était pas initialement inscrit au calendrier du championnat, pallie à nouveau des annulations de courses.
Pour limiter les conséquences de sa pénalisation d'un recul de dix places sur la grille (dû au changement hors quota du moteur thermique de son unité de puissance) Lewis Hamilton fait son maximum et domine les trois phases des qualifications. En pulvérisant le record de la piste, il obtient le meilleur résultat possible le concernant : un départ en onzième position. Son coéquipier Valtteri Bottas, deuxième à 130 millièmes de seconde, hérite de la pole position, la dix-huitième de sa carrière. Il est accompagné en première ligne par Max Verstappen tandis que Charles Leclerc et Pierre Gasly, quatrième et cinquième temps de la Q3, progressent d'un rang et se partagent la deuxième ligne. Alors que la pluie était attendue, la séance s'est déroulée sous un ciel menaçant et avec une adhérence précaire par endroits avant que la trajectoire ne s'assèche, ce qui a permis aux pilotes de rouler en pneumatiques slicks. Très en verve au volant de son Alpine, Fernando Alonso devance Sergio Pérez sur la troisième ligne ; suivent Lando Norris et Lance Stroll alors que Sebastian Vettel, bien qu'éliminé en Q2, accède à la cinquième ligne, derrière Yuki Tsunoda.
Après une pluie matinale et un léger crachin continuant à mouiller la piste durant l'épreuve, Valtteri Bottas remporte la dixième victoire de sa carrière, sa première depuis le Grand Prix de Russie en 2020. En pneus intermédiaires au volant d'une W12 supérieure à la concurrence, il contrôle, après un départ réussi, l'ensemble de la course, n'est pas menacé durant les 58 tours et l'emporte en s'adjugeant le point bonus du meilleur tour en course, réalisant ainsi le deuxième hat trick de sa carrière un an après avoir multiplié les têtes-à-queues sur le même circuit. Max Verstappen, deuxième à quatorze secondes, fait toutefois la meilleure opération puisqu'il reprend la tête du championnat du monde à  Lewis Hamilton, avec six points d'avance, tandis que son coéquipier Sergio Pérez monte sur la troisième marche du podium. 
Alors que Bottas prend le large dès le départ, Pierre Gasly ne peut éviter d'envoyer Fernando Alonso en tête-à-queue, ruinant la course de l'Espagnol qui, quelques kilomètres plus loin, commet une erreur similaire au détriment de Mick Schumacher ; les deux écopent de cinq secondes de pénalité lors de leur arrêt au stand. La course est animée par les remontées de Carlos Sainz Jr., parti de la dernière ligne, et de Lewis Hamilton qui s'est élancé onzième. Le Grand Prix étant déclaré humide par la direction de la course (et la piste restant jusqu'à la fin  « grasse » selon Verstappen), les pilotes ne sont pas obligés d'observer d'arrêt au stand pour changer de pneumatiques et l'usage de l'aileron arrière mobile est interdit. Charles Leclerc prend la tête au trente-huitième tour quand les leaders se chaussent de pneus intermédiaires neufs. Seul Sebastian Vettel, en lutte pour les points, tente le pari des pneumatiques slicks medium mais son catastrophique tour de sortie sans aucune adhérence le force à retourner, tant bien que mal, au stand réparer son erreur. 
Alors que Leclerc essaye de continuer jusqu'au bout avec des pneumatiques de plus en plus lisses, Bottas, ressorti des stands, fond sur lui et le dépasse facilement ; à onze tours de l'arrivée, Leclerc finit par changer ses gommes. Après avoir longtemps été retenu par Sergio Pérez qui s'est superbement défendu, Hamilton est remonté jusqu'à la troisième place au quarante-huitième tour et essaye également de rallier l'arrivée sans arrêt lorsque ses ingénieurs brisent son élan en lui demandant de changer de pneus ; il s'exécute à la fin de la cinquantième boucle, se retrouve cinquième, et signifie son mécontentement à la radio : « J'aurais dû rester en piste ! Je vous l'avais bien dit ! » Pérez dépasse Leclerc au même moment pour filer vers le podium. Le Monégasque contient Hamilton jusqu'à la ligne d'arrivée et marque les points de la quatrième place. Malgré sa pénalité, Gasly se classe sixième, devant Lando Norris, alors que Sainz, remonté au huitième rang est élu « pilote du jour » pour la première fois de sa carrière. Il devance Lance Stroll tandis que Esteban Ocon, le seul pilote à ne pas s'être arrêté, prend le dernier point en jeu. Pour la douzième fois de l'histoire, aucun pilote n'a abandonné. 
Le chassé-croisé continue en tête du championnat : Verstappen (262,5 points) reprend la première place à Hamilton (256,5 points) à six courses du terme. Jamais depuis 2016, Hamilton ne s'était retrouvé en pareille position à ce stade de la saison. Grâce à son hat trick, Bottas conforte sa troisième place (177 points) devant Norris (145 points) qui devra repousser les assauts de Pérez (135 points). Les pilotes Ferrari sont séparés d'un demi-point, Sainz sixième (116,50) devant Leclerc (116) ; suivent Ricciardo (95 points), Gasly (74 points) et Alonso, dixième avec 58 points. Chez les constructeurs, Mercedes Grand Prix (433,5 points) porte son avance à 36 points sur Red Bull Racing (397,5 points) alors que McLaren, troisième (240 points) n'est pas à l'abri d'un retour de Ferrari (232,5 points) qui lui reprend dix points. Alpine (104 points) cinquième, est suivie par AlphaTauri (92 points), Aston Martin (61 points), Williams (23 points) et Alfa Romeo, neuvième avec 7 points. L'écurie Haas de Mick Schumacher et Nikita Mazepin reste sans point.

## Ajout de l'épreuve au calendrier de la saison 2021
Le Grand Prix de Turquie ne figure initialement pas au calendrier de la saison 2021 mais, à la mi-avril, le Grand Prix du Canada, prévu le 13 juin à Montréal, est annulé pour des raisons de santé publique, les autorités sanitaires de Montréal arguant que, même à huis clos, le risque de propager la Covid-19 est trop élevé,. Le 28 avril 2021, le Grand Prix de Turquie est désigné pour le remplacer. 
Cependant, le 14 mai, le Grand Prix de Turquie est à son tour annulé en raison de la Covid-19 et remplacé par le Grand Prix de Styrie. Cette annulation est liée à la présence de la Turquie sur la liste rouge des pays touchés par la Covid-19 établie par la Grande-Bretagne où sont domiciliées la plupart des écuries : les autorisations de déplacement pour le personnel des écuries et d'autres organisations liées à la Formule 1 ne peuvent pas s'appliquer aux pays figurant sur cette liste.
Finalement, en juin, après l'annulation du Grand Prix de Singapour, l'épreuve turque revient au calendrier,.

## Pneus disponibles
| Pneus pour piste sèche | Pneus pour piste sèche | Pneus pour piste sèche | Pneus pluie    | Pneus pluie |
| ---------------------- | ---------------------- | ---------------------- | -------------- | ----------- |
| Durs (Type C2)         | Medium (Type C3)       | Tendres (Type C4)      | Intermédiaires | Pluie       |

## Essais libres

### Première séance, le vendredi de 11 h à 12 h 30
| Pos. | Pilote           | Voiture        | Chrono         | Écart     |
| ---- | ---------------- | -------------- | -------------- | --------- |
| 1    | Lewis Hamilton   | Mercedes       | 1 min 24 s 178 |           |
| 2    | Max Verstappen   | Red Bull-Honda | 1 min 24 s 603 | + 0 s 425 |
| 3    | Charles Leclerc  | Ferrari        | 1 min 24 s 654 | + 0 s 476 |
| 4    | Valtteri Bottas  | Mercedes       | 1 min 24 s 842 | + 0 s 664 |
| 5    | Carlos Sainz Jr. | Ferrari        | 1 min 24 s 860 | + 0 s 682 |
| 6    | Esteban Ocon     | Alpine-Renault | 1 min 24 s 909 | + 0 s 731 |

### Deuxième séance, le vendredi de 15 h à 16 h 30
| Pos. | Pilote          | Voiture          | Chrono         | Écart     |
| ---- | --------------- | ---------------- | -------------- | --------- |
| 1    | Lewis Hamilton  | Mercedes         | 1 min 23 s 804 |           |
| 2    | Charles Leclerc | Ferrari          | 1 min 23 s 970 | + 0 s 166 |
| 3    | Valtteri Bottas | Mercedes         | 1 min 24 s 214 | + 0 s 410 |
| 4    | Sergio Pérez    | Red Bull-Honda   | 1 min 24 s 373 | + 0 s 569 |
| 5    | Max Verstappen  | Red Bull-Honda   | 1 min 24 s 439 | + 0 s 635 |
| 6    | Lando Norris    | McLaren-Mercedes | 1 min 24 s 525 | + 0 s 721 |

- Lewis Hamilton et les neuf premiers de la séance améliorent le record de la piste réalisé en course en 2005 par Juan Pablo Montoya en 1 min 24 s 770 ; c'était déjà le cas pour les trois meilleurs temps de la première séance [11],[12].

### Troisième séance, le samedi de 12 h à 13 h
| Pos. | Pilote           | Voiture          | Chrono         | Écart     |
| ---- | ---------------- | ---------------- | -------------- | --------- |
| 1    | Pierre Gasly     | AlphaTauri-Honda | 1 min 30 s 447 |           |
| 2    | Max Verstappen   | Red Bull-Honda   | 1 min 30 s 611 | + 0 s 164 |
| 3    | Sergio Pérez     | Red Bull-Honda   | 1 min 30 s 684 | + 0 s 237 |
| 4    | Carlos Sainz Jr. | Ferrari          | 1 min 31 s 262 | + 0 s 815 |
| 5    | Charles Leclerc  | Ferrari          | 1 min 31 s 542 | + 1 s 096 |
| 6    | Fernando Alonso  | Alpine-Renault   | 1 min 31 s 545 | + 1 s 098 |

- Comme la pluie tombe sur la piste stambouliote, les pilotes attendent une dizaine de minutes avant de se lancer en piste, chaussés des pneumatiques « pleine pluie ». Lorsque le soleil fait son apparition, tous passent en pneus intermédiaires sur un tracé qui ne séchera pas complètement. La séance est interrompue au drapeau rouge quand George Russell sort de la piste et plante sa Williams dans le bac à graviers ; de nombreux autres pilotes, victimes d'aquaplanage, partent en toupie sur la piste[14]. En fin de séance, en pneus intermédiaires, Pierre Gasly réalise le meilleur temps au volant de son AlphaTauri[15].

## Séance de qualifications

### Résultats des qualifications
| Pos.                                                                                      | Pilote             | Écurie                | Qualifications 1 | Qualifications 2 | Qualifications 3 |
| ----------------------------------------------------------------------------------------- | ------------------ | --------------------- | ---------------- | ---------------- | ---------------- |
| 1                                                                                         | Lewis Hamilton     | Mercedes              | 1 min 24 s 585   | 1 min 23 s 082   | 1 min 22 s 868   |
| 2                                                                                         | Valtteri Bottas    | Mercedes              | 1 min 25 s 047   | 1 min 23 s 579   | 1 min 22 s 988   |
| 3                                                                                         | Max Verstappen     | Red Bull-Honda        | 1 min 24 s 592   | 1 min 23 s 732   | 1 min 23 s 196   |
| 4                                                                                         | Charles Leclerc    | Ferrari               | 1 min 24 s 869   | 1 min 24 s 015   | 1 min 23 s 265   |
| 5                                                                                         | Pierre Gasly       | AlphaTauri-Honda      | 1 min 24 s 704   | 1 min 23 s 817   | 1 min 23 s 326   |
| 6                                                                                         | Fernando Alonso    | Alpine-Renault        | 1 min 25 s 174   | 1 min 23 s 914   | 1 min 23 s 477   |
| 7                                                                                         | Sergio Pérez       | Red Bull-Honda        | 1 min 24 s 963   | 1 min 23 s 961   | 1 min 23 s 706   |
| 8                                                                                         | Lando Norris       | McLaren-Mercedes      | 1 min 25 s 138   | 1 min 24 s 642   | 1 min 23 s 954   |
| 9                                                                                         | Lance Stroll       | Aston Martin-Mercedes | 1 min 25 s 511   | 1 min 24 s 601   | 1 min 24 s 305   |
| 10                                                                                        | Yuki Tsunoda       | AlphaTauri-Honda      | 1 min 25 s 409   | 1 min 24 s 054   | 1 min 24 s 368   |
| 11                                                                                        | Sebastian Vettel   | Aston Martin-Mercedes | 1 min 25 s 787   | 1 min 24 s 795   |                  |
| 12                                                                                        | Esteban Ocon       | Alpine-Renault        | 1 min 25 s 422   | 1 min 24 s 842   |                  |
| 13                                                                                        | George Russell     | Williams-Mercedes     | 1 min 25 s 417   | 1 min 25 s 007   |                  |
| 14                                                                                        | Mick Schumacher    | Haas-Ferrari          | 1 min 25 s 555   | 1 min 25 s 200   |                  |
| 15                                                                                        | Carlos Sainz Jr.   | Ferrari               | 1 min 25 s 177   | Pas de temps     |                  |
| 16                                                                                        | Daniel Ricciardo   | McLaren-Mercedes      | 1 min 25 s 881   |                  |                  |
| 17                                                                                        | Nicholas Latifi    | Williams-Mercedes     | 1 min 26 s 086   |                  |                  |
| 18                                                                                        | Antonio Giovinazzi | Alfa Romeo-Ferrari    | 1 min 26 s 430   |                  |                  |
| 19                                                                                        | Kimi Räikkönen     | Alfa Romeo-Ferrari    | 1 min 27 s 525   |                  |                  |
| 20                                                                                        | Nikita Mazepin     | Haas-Ferrari          | 1 min 28 s 449   |                  |                  |
| Temps minimal à réaliser pour la qualification : 1 min 30 s 505 (107 % de 1 min 24 s 585) |                    |                       |                  |                  |                  |

### Grille de départ
- Carlos Sainz Jr., auteur du quinzième temps des qualifications, bénéficie du nouveau système hybride monté sur le quatrième bloc moteur de sa SF21, après son coéquipier Charles Leclerc en Russie ; pénalisé, il part depuis la dernière ligne, devant Ricciardo également pénalisé[17] ; après avoir fait un temps en Q1, il ne sort qu'en fin de Q2 pour donner une aspiration à son coéquipier sans inscrire de tour chronométré ;
- Daniel Ricciardo, auteur du seizième temps des qualifications, bénéficie d'un nouveau groupe motopropulseur (moteur thermique, turbocompresseur, MGU-H et échappement) ; pénalisé, il part depuis la dernière place sur la grille de départ[18] ;
- Au matin des premiers essais libres, Mercedes change le moteur thermique (ICE) de l'unité de puissance de la W12 de Lewis Hamilton ; il est ainsi pénalisé d'un recul de dix places sur la grille de départ pour ce changement d'un élément hors quota ; auteur du meilleur temps des qualifications, il s'élance de la onzième place[19] ;
- Sur la grille de depart, Valtteri Bottas est par conséquent en pole position devant Max Verstappen, alors que Charles Leclerc et Pierre Gasly se partagent la deuxième ligne. Tous les autres pilotes jusqu'à Sebastian Vettel, éliminé en Q2 avec le onzième temps, remontent d'un rang[20].

## Course

### Classement de la course
| Pos. | no | Pilote             | Écurie                | Tours | Temps/Abandon                                       | Grille | Points |
| ---- | -- | ------------------ | --------------------- | ----- | --------------------------------------------------- | ------ | ------ |
| 1    | 77 | Valtteri Bottas    | Mercedes              | 58    | 1 h 31 min 04 s 103 (203,844 km/h)                  | 1      | 25 + 1 |
| 2    | 33 | Max Verstappen     | Red Bull-Honda        | 58    | + 14 s 584                                          | 2      | 18     |
| 3    | 11 | Sergio Pérez       | Red Bull-Honda        | 58    | + 33 s 471                                          | 6      | 15     |
| 4    | 16 | Charles Leclerc    | Ferrari               | 58    | + 37 s 814                                          | 3      | 12     |
| 5    | 44 | Lewis Hamilton     | Mercedes              | 58    | + 41 s 812                                          | 11     | 10     |
| 6    | 10 | Pierre Gasly       | AlphaTauri-Honda      | 58    | + 44 s 292 (dont 5 s de pénalité purgées en course) | 4      | 8      |
| 7    | 4  | Lando Norris       | McLaren-Mercedes      | 58    | + 47 s 213                                          | 7      | 6      |
| 8    | 55 | Carlos Sainz Jr.   | Ferrari               | 58    | + 51 s 526                                          | 19     | 4      |
| 9    | 18 | Lance Stroll       | Aston Martin-Mercedes | 58    | + 1 min 22 s 018                                    | 8      | 2      |
| 10   | 31 | Esteban Ocon       | Alpine-Renault        | 57    | + 1 tour                                            | 12     | 1      |
| 11   | 99 | Antonio Giovinazzi | Alfa Romeo-Ferrari    | 57    | + 1 tour                                            | 16     |        |
| 12   | 7  | Kimi Räikkönen     | Alfa Romeo-Ferrari    | 57    | + 1 tour                                            | 17     |        |
| 13   | 3  | Daniel Ricciardo   | McLaren-Mercedes      | 57    | + 1 tour                                            | 20     |        |
| 14   | 22 | Yuki Tsunoda       | AlphaTauri-Honda      | 57    | + 1 tour                                            | 9      |        |
| 15   | 63 | George Russell     | Williams-Mercedes     | 57    | + 1 tour                                            | 13     |        |
| 16   | 14 | Fernando Alonso    | Alpine-Renault        | 57    | + 1 tour (dont 5 s de pénalité purgées en course)   | 5      |        |
| 17   | 6  | Nicholas Latifi    | Williams-Mercedes     | 57    | + 1 tour                                            | 15     |        |
| 18   | 5  | Sebastian Vettel   | Aston Martin-Mercedes | 57    | + 1 tour                                            | 10     |        |
| 19   | 47 | Mick Schumacher    | Haas-Ferrari          | 56    | + 2 tours                                           | 14     |        |
| 20   | 9  | Nikita Mazepin     | Haas-Ferrari          | 56    | + 2 tours                                           | 18     |        |

### Pole position et record du tour
- Pole position :  Valtteri Bottas (Mercedes) en 1 min 22 s 988 (231,561 km/h)[22].
- Meilleur tour en course :  Valtteri Bottas (Mercedes) en 1 min 30 s 432 (212,500 km/h) au cinquante-huitième tour ; vainqueur de la course, il remporte le point bonus associé au meilleur tour en course[23].

### Tours en tête
- Valtteri Bottas (Mercedes) : 49 tours  (1-37 / 47-58)[24]
- Charles Leclerc (Ferrari)  : 9 tours  (38-46)

## Classements généraux à l'issue de la course
| Pos. | Pilote             | Écurie                | Points |
| ---- | ------------------ | --------------------- | ------ |
| 1    | Max Verstappen     | Red Bull-Honda        | 262,5  |
| 2    | Lewis Hamilton     | Mercedes              | 256,5  |
| 3    | Valtteri Bottas    | Mercedes              | 177    |
| 4    | Lando Norris       | McLaren-Mercedes      | 145    |
| 5    | Sergio Pérez       | Red Bull-Honda        | 135    |
| 6    | Carlos Sainz Jr.   | Ferrari               | 116,5  |
| 7    | Charles Leclerc    | Ferrari               | 116    |
| 8    | Daniel Ricciardo   | McLaren-Mercedes      | 95     |
| 9    | Pierre Gasly       | AlphaTauri-Honda      | 74     |
| 10   | Fernando Alonso    | Alpine-Renault        | 58     |
| 11   | Esteban Ocon       | Alpine-Renault        | 46     |
| 12   | Sebastian Vettel   | Aston Martin-Mercedes | 35     |
| 13   | Lance Stroll       | Aston Martin-Mercedes | 26     |
| 14   | Yuki Tsunoda       | AlphaTauri-Honda      | 18     |
| 15   | George Russell     | Williams-Mercedes     | 16     |
| 16   | Nicholas Latifi    | Williams-Mercedes     | 7      |
| 17   | Kimi Räikkönen     | Alfa Romeo-Ferrari    | 6      |
| 18   | Antonio Giovinazzi | Alfa Romeo-Ferrari    | 1      |

| Pos. | Écurie                | Points |
| ---- | --------------------- | ------ |
| 1    | Mercedes              | 433,5  |
| 2    | Red Bull-Honda        | 397,5  |
| 3    | McLaren-Mercedes      | 240    |
| 4    | Ferrari               | 232,5  |
| 5    | Alpine-Renault        | 104    |
| 6    | AlphaTauri-Honda      | 92     |
| 7    | Aston Martin-Mercedes | 61     |
| 8    | Williams-Mercedes     | 23     |
| 9    | Alfa Romeo-Ferrari    | 7      |

## Statistiques

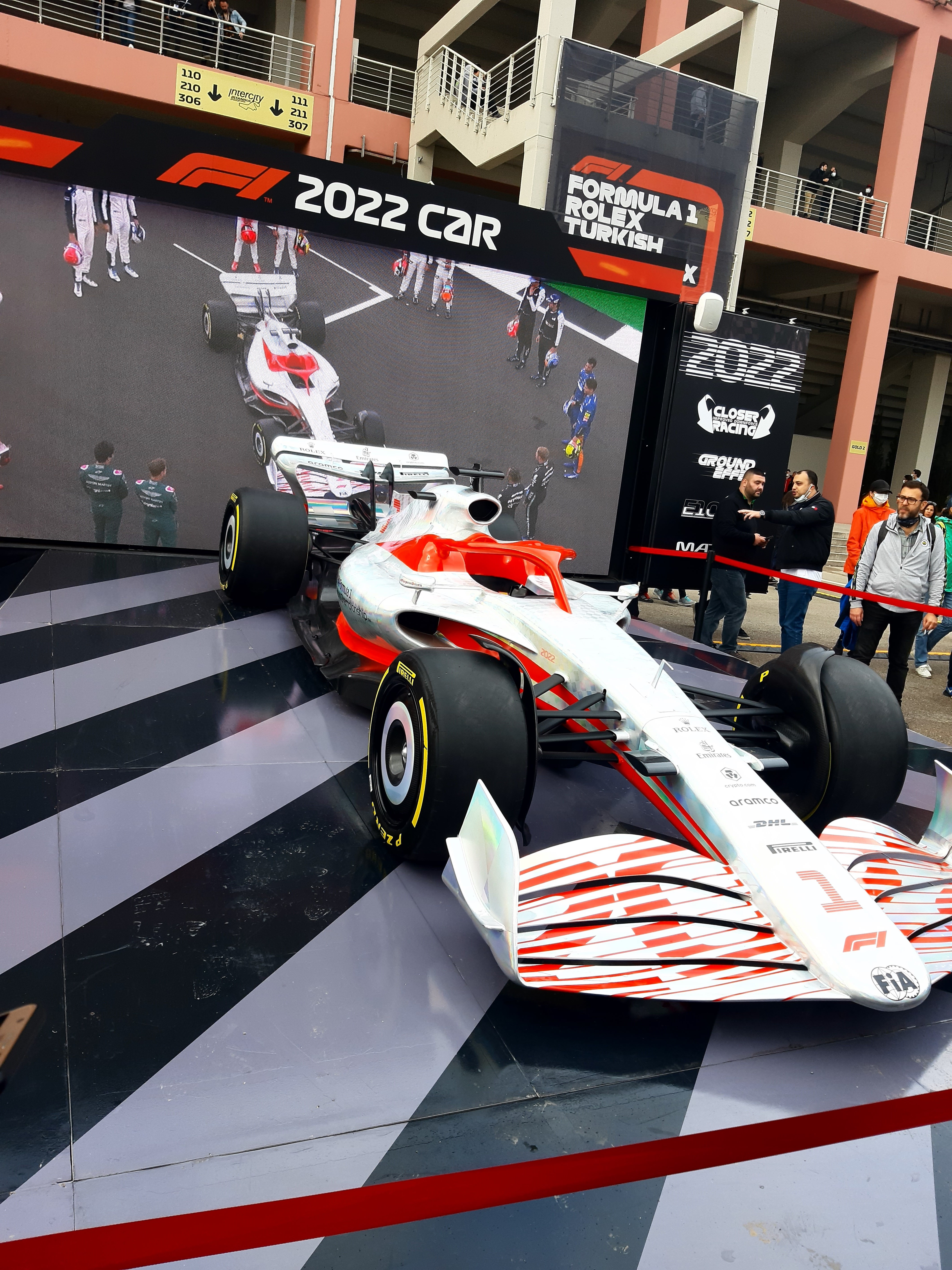
Présentation de la monoplace aux spécifications 2022 au Grand Prix de Turquie 2021.

Le Grand Prix de Turquie 2021 représente :
- la 18e pole position de Valtteri Bottas, sa deuxième de la saison[27] ; il égale ainsi le nombre de pole positions de son compatriote Kimi Räikkönen[28] ;
- la 10e victoire de Valtteri Bottas, sa première de la saison[29] ;
- le 2e hat trick de sa carrière pour Valtteri Bottas[30] ;
- la 121e victoire de Mercedes en tant que constructeur[31] ;
- la 208e victoire de Mercedes en tant que motoriste[32] .

Au cours de ce Grand Prix :
- les RB16B se présentent avec une livrée spéciale, rouge et blanche. Red Bull Racing rend ainsi hommage à son motoriste Honda qui se retire à la fin de la saison et laisse à l'écurie de Milton Keynes la gestion de ses unités de puissance turbo-hybrides. La livrée s'inspire de celle de la Honda RA272 au volant de laquelle Richie Ginther a remporté la première victoire de l'entreprise japonaise en Formule 1, au Grand Prix du Mexique 1965. Sur le nez, le numéro du pilote est peint dans un rond rouge, sur les flancs et les ailerons arrière des voitures de Max Verstappen et Sergio Pérez est écrit Arigato (merci) en caractères japonais ; la même inscription ありがとう est également présente sur les ailerons arrière des AlphaTauri AT02[33] ;
- Carlos Sainz Jr. est élu « pilote du jour » à l'issue d'un vote organisé sur le site officiel de la Formule 1[34] ;
- pour la première fois depuis 2012, six pilotes différents ont déjà gagné des courses cette saison : Lewis Hamilton, Max Verstappen, Sergio Pérez, Esteban Ocon, Daniel Ricciardo et Valtteri Bottas[35] ;
- entre Hamilton et Verstappen, le championnat pilotes voit son quatrième changement de leader en six courses[36] ;
- Esteban Ocon est le seul pilote à avoir disputé toute la course sans s'arrêter aux stands[37] ;
- Carlos Sainz Jr. est le seul pilote à avoir marqué à chaque course depuis le Grand Prix de Styrie, soit une série de neuf courses consécutives[36] ;
- Lando Norris et les pilotes Mercedes Grand Prix, Red Bull Racing et Scuderia Ferrari sont les derniers en lice pour le titre après cette course ;
- pour la douzième fois de l'histoire de la Formule 1 et la troisième fois de la saison avec les Grands Prix de France et de Belgique, aucun pilote n'a abandonné[36] ;
- Enrique Bernoldi (28 Grands Prix disputés entre 2001 et 2002 avec Arrows) est nommé conseiller par la FIA pour aider dans leurs jugements le groupe des commissaires de course[38].